# Apache Tez
Apache Tez est un framework d'exécution sur Hadoop YARN. Il peut être utilisé à la place de MapReduce. Initialement le projet est soutenu par la societé Hortonworks. 
Il peut-être vu comme un projet concurrent de Spark.